# Huang Chih-hsiung
Huang Chih-Hsiung (Taipei County, 16 de outubro de 1976) é um taekwondista e politico taiwanês.
Huang Chih-Hsiung competiu nos Jogos Olímpicos de 2000 e 2004, na qual conquistou a medalha de prata, em 2004, e bronze em 2000.